# Minarete de Mudhafaria
El minarete de Mudhafaria (en árabe: المنارة المظفرية‎) es un minarete de Irak situado en el nuevo Parque Minare, en la región oeste de Erbil, en el Kurdistán iraquí al norte del país.
El minarete tiene 36 m de altura y fue construido entre el 1190 y el 1232 (586-630 AH) por el príncipe kurdo de Erbil, en el reinado de Saladino, Muzaffar Al- Din Abu Sa'id Al- Kawkaboori (Gökböri) que decidió someterse a Saladino sin guerra y se casó con su hermana.
El minarete se compone de una alta base octogonal y un eje cilíndrico elevado, con un balcón situado entre la base y el eje.
Fue construido de ladrillos cocidos, la base está decorada con dos hileras de nichos con arcos de medio punto, dos en cada una de las ocho caras que están inscritos en los marcos rectangulares . El parapeto de balcón está tallado con veinticuatro pequeños nichos.